# Synapseudes dispina
Synapseudes dispina är en kräftdjursart som beskrevs av Menzies 1953. Synapseudes dispina ingår i släktet Synapseudes och familjen Metapseudidae. Inga underarter finns listade i Catalogue of Life.